# Sigurd Juslén
Sigurd Ludvig Juslén (ur. 25 listopada 1885 w Helsinkach, zm. 4 kwietnia 1954 tamże) – fiński żeglarz, olimpijczyk, zdobywca brązowego medalu w regatach na Letnich Igrzyskach Olimpijskich w 1912 roku w Sztokholmie.

## Kariera sportowa
Na Letnich Igrzyskach Olimpijskich 1912 zdobył brąz w żeglarskiej klasie 12 metrów. Załogę jachtu Heatherbell tworzyli również Max Alfthan, Ernst Krogius, Erik Hartvall, Jarl Hulldén, Axel Krogius, Eino Sandelin i John Silén.